# コードナンバー108 7人のリブ
『コードナンバー108 7人のリブ』（コードナンバーいちまるはち しちにんのリブ）は、1976年10月5日から12月28日まで、関西テレビの火曜日22:00 - 22:54の時間帯に放送された、宣弘社制作のテレビドラマ。全13話。
新聞のテレビ欄の表記では『7人のリブ』と省略されている。

## 概要
パリに本部がある国際秘密捜査機関の東京中央捜査本部に籍を置く南條亜紀を中心とした7人の美女が、活躍するスパイ・アクション。第1 - 2話では国際的な要人暗殺事件や亡命政権のドラマを字幕を多用して描くなど、『キイハンター』＋『プレイガール』＋『Gメン'75』という雰囲気も漂う異色の作品だった。また、当時は日本では未放送だったアメリカのテレビドラマ『チャーリーズ・エンジェル』からの影響もあったとされ、「女性版スパイ大作戦」とも表現されたことがある。タイトルの「リブ」はウーマン・リブに由来する。
当初、東京以外に香港、マニラ、ヨーロッパでも海外ロケを行う予定だったが、香港はエンディングテーマのみで、劇中ロケはシンガポールとタイのみだった。タイ編では同社製作の『闘え!ドラゴン』（倉田保昭主演）にも出演していたヤン・スエがゲスト出演。彼は翌年以降、倉田がレギュラー出演した『Gメン'75』の香港、マカオロケ編の常連出演者となる。画面上に日本語訳台詞の字幕スーパーが頻繁に出るほど外国語を多用するドラマのため、キャスト選定については語学力を考慮したという。
プロデューサーの田村正蔵は、女優と海外ロケで予算をかけすぎ、さらにキャセイパシフィック航空とタイアップしていたにもかかわらず飛行機が落ちるシーンを入れたため残りの予算が入らなかったと証言している。
従来、関西テレビの同時間帯は小西酒造提供による『わが母は聖母なりき』などの文芸作品や、前番組の『お耳役秘帳』など時代劇が放送されたが、広告費削減の問題から小西酒造がスポンサーを降板することになり、新規参入した化粧品メーカーの意向に沿うようにアクションやファッションを取り入れ、若者のセンスに合うようにプロデューサーも若手を起用した。なお、第1話放送当日の『日刊スポーツ』に掲載された本作の広告にはキスミー化粧品など複数社提供と明記されている。
2クール（半年）の予定だったが第1話の視聴率が関東で9・1パーセントとなるなと低迷したため、13話で打ち切りとなった。宣弘社の3代目社長の小林隆吉は、「凝りすぎてイメージとはだいぶ違うものになった」と述べている。スタッフ・キャストの多くは次番組『事件(秘)お料理法』へ引き継がれたが、実制作は本作品でも監督を務めた外山徹が率いるSMCに替わったため、本作品が宣弘社の事実上の最終作品である。
TCエンタテインメントより2014年12月24日に3枚組のDVD-BOX、2018年7月27日に2枚組のBlu-ray BOXが発売された。

## スタッフ
- プロデューサー：小林利雄（宣弘社）、林宏樹（関西テレビ）
- 撮影：小川大二郎
- 照明：山川英明
- 美術：池谷仙克、鈴木ますみ
- 音楽：柳田ヒロ
- 録音：八木隆幸
- 整音：成田茂
- 編集：外原利宏
- 助監督：下村善二
- 記録：福富京子、森崎則子、森靖子、中川亜子
- 擬斗：高倉英二（十二騎会）
- 制作主任：湯原真佐夫、坂本至徳
- 装飾：斉藤英世、高津映画装飾
- 美粧：土屋千恵
- 衣裳：大和衣裳
- 衣裳デザイン：志村雅久（そごう）
- 現像所：東京現像所
- 録音所：整音スタジオ
- 効果：イシダ・サウンド・プロ
- プロデューサー補：田村正蔵、佐々木重利
- 協力：キャセイ航空
- 脚本：押川国秋、長谷部安春、柏倉敏之、和久田正明、塙五郎、佐藤肇、永原秀一、荒木芳久
- 監督：外山徹、高橋勝、鈴木俊継、長谷部安春、吉川一義、佐藤肇、鍛冶昇、原田雄一
- 制作：関西テレビ放送、SMC

## キャスト
南條亜紀〈32〉
演 - 野際陽子
東京大学法科卒。英語、フランス語が堪能。任務を遂行するためには非情になるが、部下からの信頼は厚い。
立花雅子〈25〉
演 - ジュディ・オング
メカ、機械に強く英語、フランス語、中国語が堪能。自動車、飛行機、船舶のライセンスを持ち、乗馬もこなす。銃器関係扱いの担当も多い。性格は大胆な一方で冷静沈着。
芹沢マリ（ジプシー・マリ）〈年齢不詳〉
演 - 前田美波里
全ての占いに精通し、新宿で小さな占い所を経営している、正体不明の美女。奇術の天才で、直感力に優れている。
岡野れいこ〈22〉
演 - 牧れい
普段はアクセサリー店を経営。元スケバンということで喧嘩っ早く、度胸がある。武器は腰に巻き付けている鎖。
安西竜子〈20〉
演 - 毬杏奴
スタントマンをやりながら、将来のスターを夢見ている。身のこなしはすばしっこく、お人好しな人情家。
姉小路由紀絵〈27〉
演 - 山内えみ子
普段はスタンドバーのママ。元華族のために自分の家系に誇りを持っているが、その反面、性的には自由奔放。作中では一人だけヌードシーンも見せたお色気要員。
ミッチー・浜田〈16〉
演 - ミッチー・ラブ
日米ハーフ。母親は横須賀でバーを経営。中国武術・拳法の達人でヌンチャクを武器として使う。性格は明るく素直。
- ナレーター：内海賢二
- 予告キャスター：榎美沙子

## 主題歌
- 「3度目のカラッ風」（オープニング主題歌[注釈 1]）
- 「貴方(あなた)…」（エンディング主題歌[注釈 2]）

作詞：島武実、作曲：宇崎竜童、編曲：山本幸三郎、唄：植田ひとみ
発売：東芝EMI株式会社 ETP-10104

## 放送リスト
| 話数 | 放送日         | サブタイトル             | ゲスト出演 | 脚本                | 監督       |
| ---- | -------------- | ------------------------ | --- | ------------------- | ---------- |
| 1    | 1976年 10月5日 | 生きたまゝ葬れ           | 泉晶子 ジュリー・コアラズカ フレッド・ボサート デニス・ファレル エンベル・アルテンバイ                                                                                   | 押川国秋            | 外山徹     |
| 2    | 10月12日       | 太陽に向かって撃て       | アレキサンダー 杉本美樹 セラシィ・ゲラーネ ジョン・ヒース カール・アッサム エレン・トンプソン 中村孝雄 三角八郎 チコ・ローラント                                         | 押川国秋            | 外山徹     |
| 3    | 10月19日       | 狼よ、死に急ぐな         | 本郷功次郎 北川美佳 富田仲次郎 ジョー・ラー 戸塚孝 原田君事 清川新吾 | 押川国秋            | 高橋勝     |
| 4    | 10月26日       | 野望に燃えたまゝ葬れ     | 工藤堅太郎 リチャード・ボーン テレサ・ニシノ ジミー・ショー 三島史朗 達純一 平泉征                                                                                       | 押川国秋            | 鈴木俊継   |
| 5    | 11月2日        | 弔鐘は真昼に鳴る         | 川地民夫 モニック・トリンクル ヤン・エリック テッド・ロープ クリスチャン・ディヒテンベルグ ドミニック・リブネ ダニエル・シュベルツ ラリィー・ジョプン ジム・ロングネック | 押川国秋 長谷部安春 | 長谷部安春 |
| 6    | 11月9日        | クレオパトラの涙         | 南原宏治 ヤンスー アランヤー ノイ・ブォウ | 柏倉敏之            | 吉川一義   |
| 7    | 11月16日       | 危険なバカンス           | トーマス：天本英世 ユカ：中島葵 | 柏倉敏之            | 吉川一義   |
| 8    | 11月23日       | 赤いバラとギター         | アラン：クロード・チアリ | 和久田正明          | 高橋勝     |
| 9    | 11月30日       | スパイの出発(たびだち)   | ハワード：デビッド・フリードマン 古賀：川合伸旺 | 塙五郎 佐藤肇       | 佐藤肇     |
| 10   | 12月7日        | 黄金は欲望の輝き         | 中丸忠雄 玉井：鹿内孝 毛利：山本麟一 | 永原秀一            | 鍛冶昇     |
| 11   | 12月14日       | ドン(首領)の最後         | エンベル・アルテンバイ 水垣：蟹江敬三 宮間：木村元 | 押川国秋            | 原田雄一   |
| 12   | 12月21日       | 明日なき者よ、眠れ       | 戸梶：浜田晃 荻原紀 | 押川国秋 荒木芳久   | 外山徹     |
| 13   | 12月28日       | 友情(こころ)よ、永遠に！ | 阿久津：今井健二 唐沢：亀石征一郎 白木：内田勝正 イブ・ローラント 原田雅子                                                                                               | 和久田正明          | 外山徹     |

## 放送局
特記の無い限り全て放送時間は火曜 22:00 - 22:54、同時ネット。
- 関西テレビ（制作局）
- 北海道文化放送[10]
- 秋田テレビ：月曜 23:45 - 0:40[11]
- 山形テレビ：木曜 23:40 - 24:35[12]
- 仙台放送[13]
- 福島テレビ：日曜 22:35 - 23:30[14]
- フジテレビ
- 新潟放送：日曜 22:35 - 23:30[15]
- テレビ静岡[16]
- 長野放送[17]
- 富山テレビ[18]
- 石川テレビ[18]
- 福井テレビ[18]
- 東海テレビ[19]
- 山陰中央テレビ[20]
- 岡山放送：月曜 23:45 - 0:40（数か月遅れネット）[21]
- テレビ新広島[22]
- テレビ愛媛[23]
- テレビ高知：金曜 22:00 - 22:54[24]
- テレビ西日本[25]
- サガテレビ[25]
- テレビ長崎：土曜 22:00 - 22:54[26]
- テレビ熊本：火曜（月曜深夜）0:30 - 1:25[26]
- テレビ宮崎：土曜 23:45 - 0:40[27]